# Implantologie
Implantologie, anglicky implantology, je lékařský a inženýrský nebo biomechanický či biomedicínský vědní obor. Zabývá se výzkumem, vývojem, testováním, výrobou a aplikací implantátů, tj. zdravotnických prostředků vložených do organismů. Implantáty se používají za účelem nahrazení chybějící či poškozené biologické tkáně či struktury, k vylepšení stávající biologické tkáně či struktury, nebo případně z estetických důvodů. Vše za účelem zlepšení zdravotního či psychického stavu nebo nových možností pacienta/klienta. Může být použita pro lidi, zvířata a rostliny.

## Historie implantologie
Počátky implantologie sahají až do pravěku a starověku. Známé jsou např. kousky kamenů vkládané do zubů, náhrada chybějících zubních prvků nebo zubů ve spojitosti se zubní chirurgií, primitivní osteosyntéza atp. Implantologie prožívá i v současnosti velký rozvoj v oblasti technik implantace, výzkumu, výroby, konstrukce, přístrojového vybavení i biokompatibilních materiálů.

### Skandál, který silně ovlivnil legislativní požadavky v Evropě
Mediálně je známý skandál s prsními implantáty od francouzského výrobce Poly Implant Prothèse (PIP). Tento výrobce v cílené, skryté a podvodné snaze snížit náklady na výrobu, vyráběl prsní implantáty z levnějšího průmyslového silikonu (který nebyl schválen pro lékařské použití). Nekvalitní a zdravotně závadný silikon nakonec vedl ke zvýšení počtu různorodých zdravotních komplikací. V roce 2011 bylo jen ve Francii cca 30000 pacientkám v této souvislosti doporučeno preventivní odstranění implantátů vyrobených firmou PIP. V důsledku tohoto skandálu Evropská komise úplně přepracovala předpisy pro zdravotnické prostředky s cílem zajistit vysokou úroveň bezpečnosti a obnovit důvěru veřejnosti ve zdravotnictví.

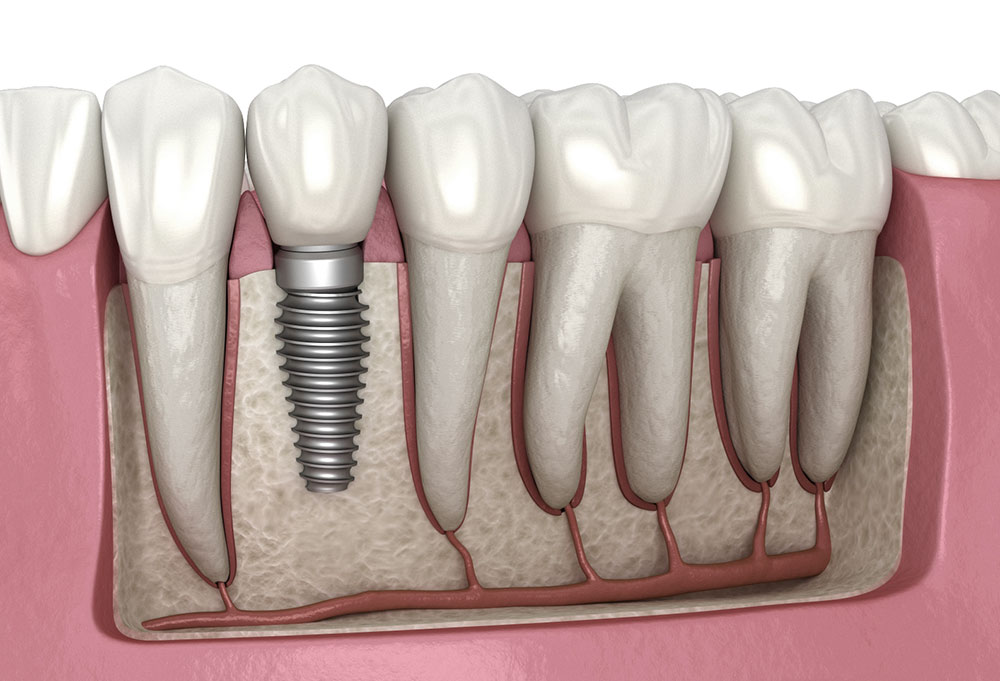
zubní implantát
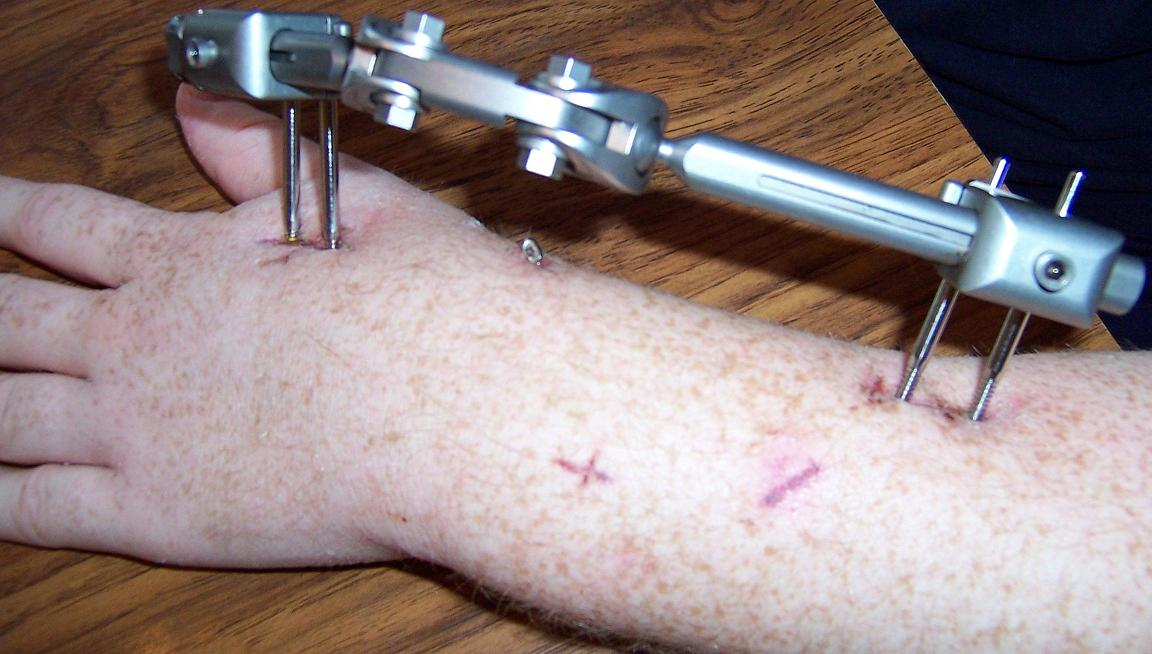
zevní fixace zlomeniny horní končetiny
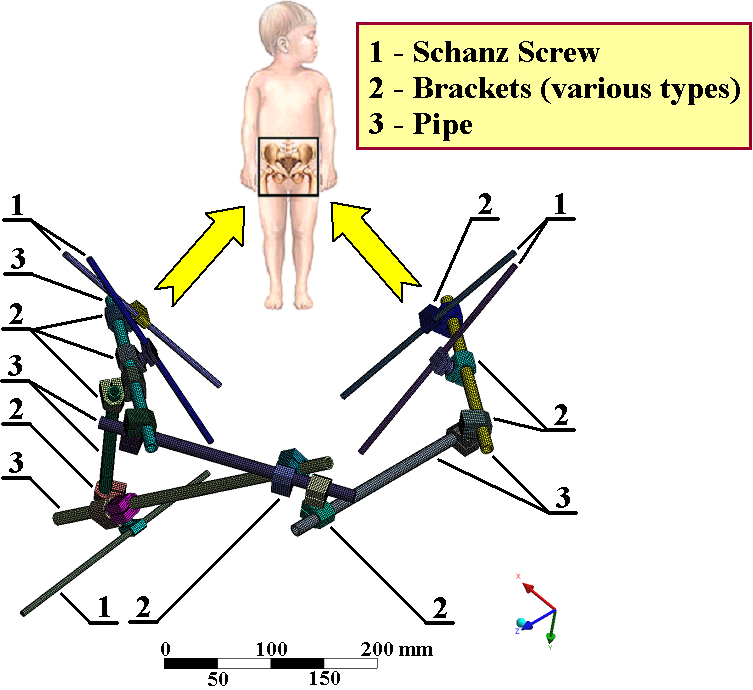
Zevní fixace zlomeniny pelvisu
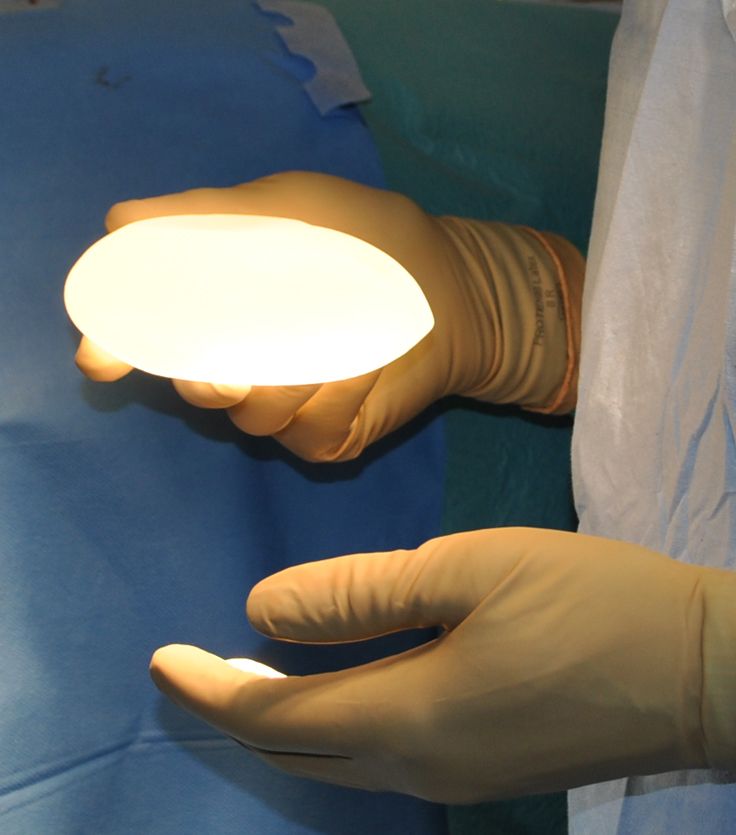
Prsní implantát
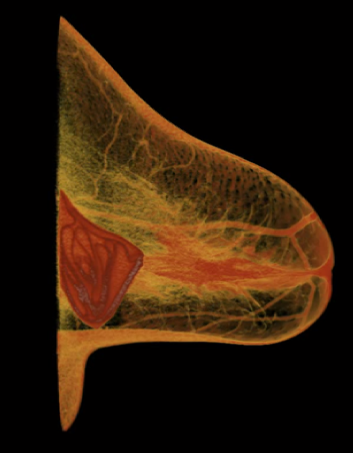
Ruptura prsního implantátu
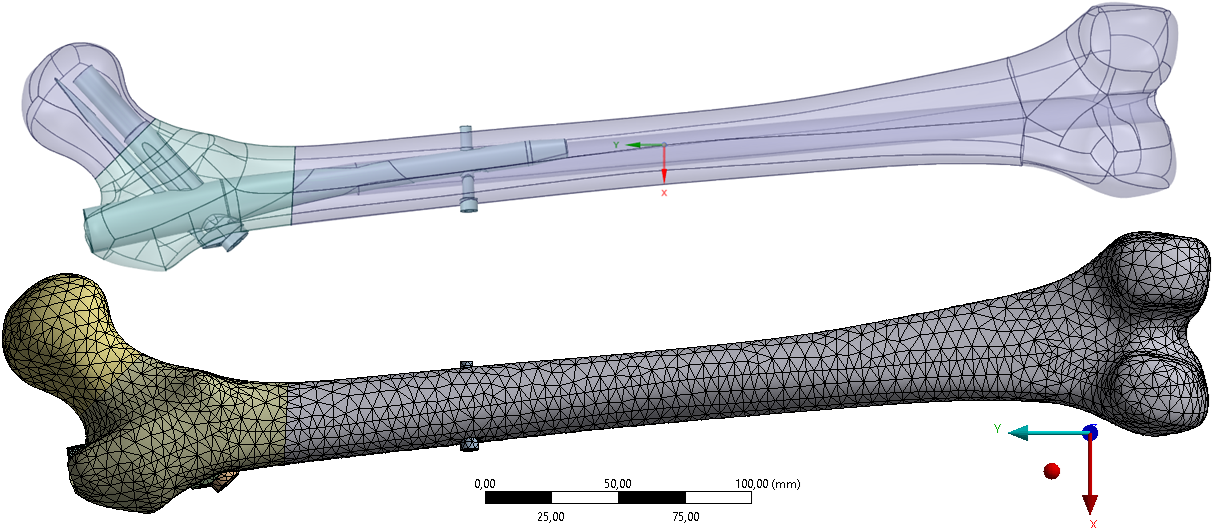
Vnitřní fixace - design hřebu pro femur
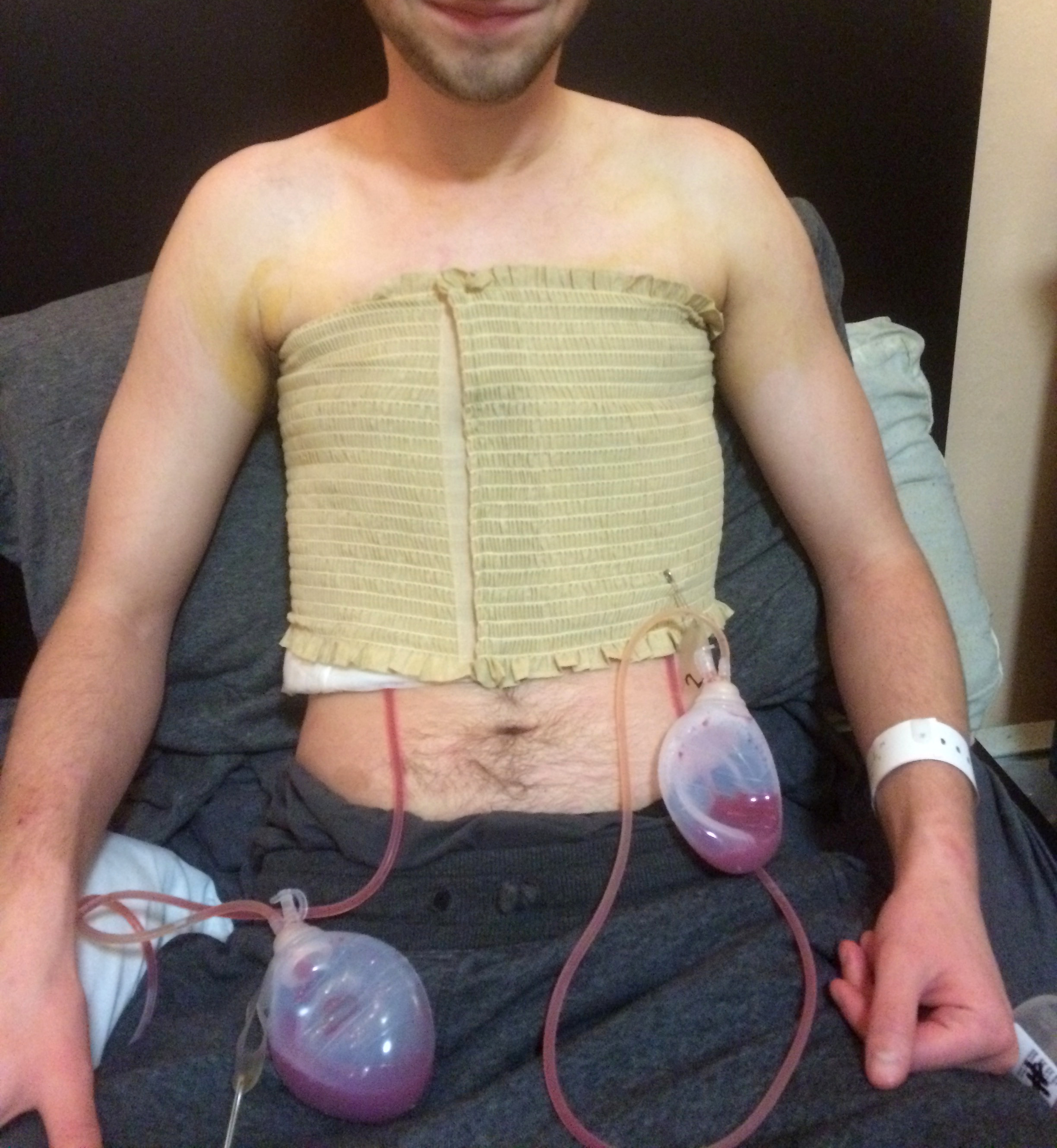
Drenáž

## Stručný popis a členění implantátů
Na implantáty se lze dívat z různých pohledů.
| Členění                                     | Popis                                                        | Příklady                                                                                             |
| ------------------------------------------- | ------------------------------------------------------------ | --- |
| Podle umístění na těle                      | vnější (externí)                                             | např. zevní fixace zlomenin, protéza aj.                                                             |
| Podle umístění na těle                      | vnitřní (interní)                                            | např. vnitřní fixace zlomenin, kardiostimulátor aj.                                                  |
| Podle doby použití/umístění v lidském těle  | krátkodobé                                                   | např. zevní fixace zlomenin, drenáž aj.                                                              |
| Podle doby použití/umístění v lidském těle  | dlouhodobé/trvalé                                            | např. vnitřní fixace zlomenin, kardiostimulátor aj.                                                  |
| Podle použití na konkrétním orgánu či tkáni | kožní (podkožní), kolenní, kyčelní, srdeční, kochleární atp. | např. endoprotéza, prsní implantáty, patní hřeb pro léčbu zlomenin calcanea, dentální implantáty aj. |
| Podle materiálu                             | kovové                                                       | např. chirurgické dráty, Blountovy skobičky pro řešení deformit                                      |
| Podle materiálu                             | plastové/kompozitní                                          | |
| Podle materiálu                             | jiné                                                         | např. implantáty vyrobené z biologicky odbouratelného materiálu atp.                                 |
| Podle fyzikálního principu                  | mechanický                                                   | např. kostní šrouby                                                                                  |
| Podle fyzikálního principu                  | elektromagnetický                                            | |
| Podle fyzikálního principu                  | jiný nebo kombinace výše uvedeného                           | např. kyberimplantáty řízených protéz, umělé srdce aj.                                               |
| Podle pohlaví a věku                        | pro muže nebo ženy                                           | |
| Podle pohlaví a věku                        | pro děti, dospělé nebo staré lidi                            | |
| Podle typu živého organismu                 | pro lidi                                                     | |
| Podle typu živého organismu                 | pro zvířata                                                  | |
| Podle typu živého organismu                 | pro rostliny                                                 | bezpečnostní vazba při zpevnění poškozené nebo oslabené koruny stromu.                               |
| Podle důvodu implantace                     | nutný z důvodu nemoci či úrazu                               | např. osteosyntéza, kardiostimulátor atp.                                                            |
| Podle důvodu implantace                     | estetický na žádost pacienta                                 | zkrášlení těla                                                                                       |
| Podle důvodu implantace                     | za účelem zvýšení možností těla                              | např. čipování lidí nebo čipování psů dané zákonem aj.                                               |

## Výzkum, vývoj, legislativa a prodej implantátů
Celý složitý proces návrhu, vývoje, testování a prodeje implantátů je velmi přísně regulován normativními a legislativními požadavky tak, aby byla zajištěna nejen bezpečnost pacientů, ale i zdravotnických pracovníků (lékařů, zdravotních sester, pracovníků provádějících sterilizaci atp.). V Evropské unii platí od 5. dubna 2017 velmi přísné „NAŘÍZENÍ EVROPSKÉHO PARLAMENTU A RADY (EU) 2017/745 o zdravotnických prostředcích, změně směrnice 2001/83/ES, nařízení (ES) č. 178/2002 a nařízení (ES) č. 1223/2009 a o zrušení směrnic Rady 90/385/EHS a 93/42/EHS“. Toto nařízení je právně závazné a vymahatelné pro všechny výrobce, distributory a dovozce zdravotnických prostředků v Evropské unii a které významnou měrou zpřísnilo podmínky pro uvádění zdravotnických prostředků na trh.

## Další informace
Implantologie či implantáty se objevují také v umění, a to především ve spojení s žánry sci-fi a fantasy.

Příklady fiktivních implantátů ve filmech
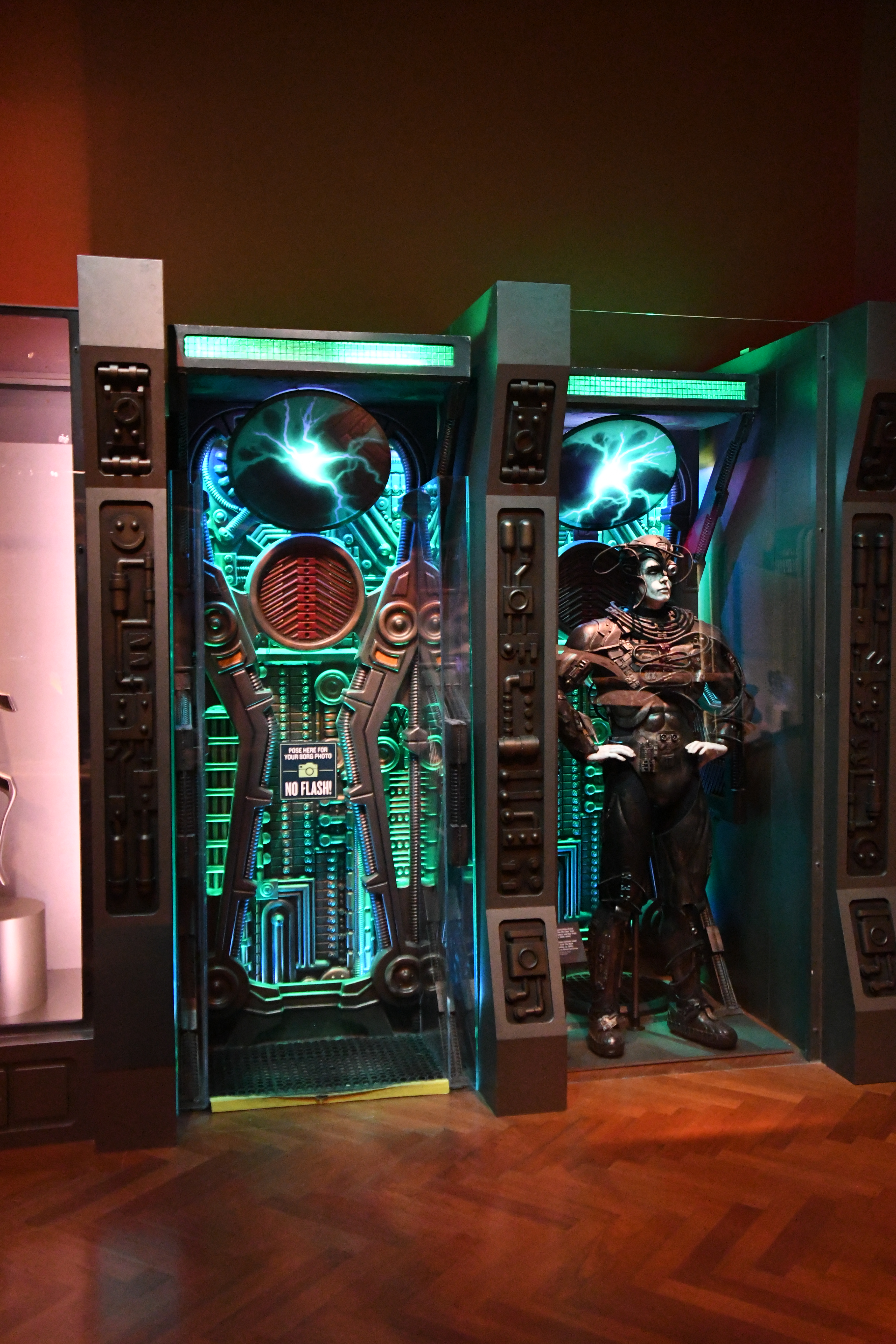
Fiktivní humanoidní rasa Borgové
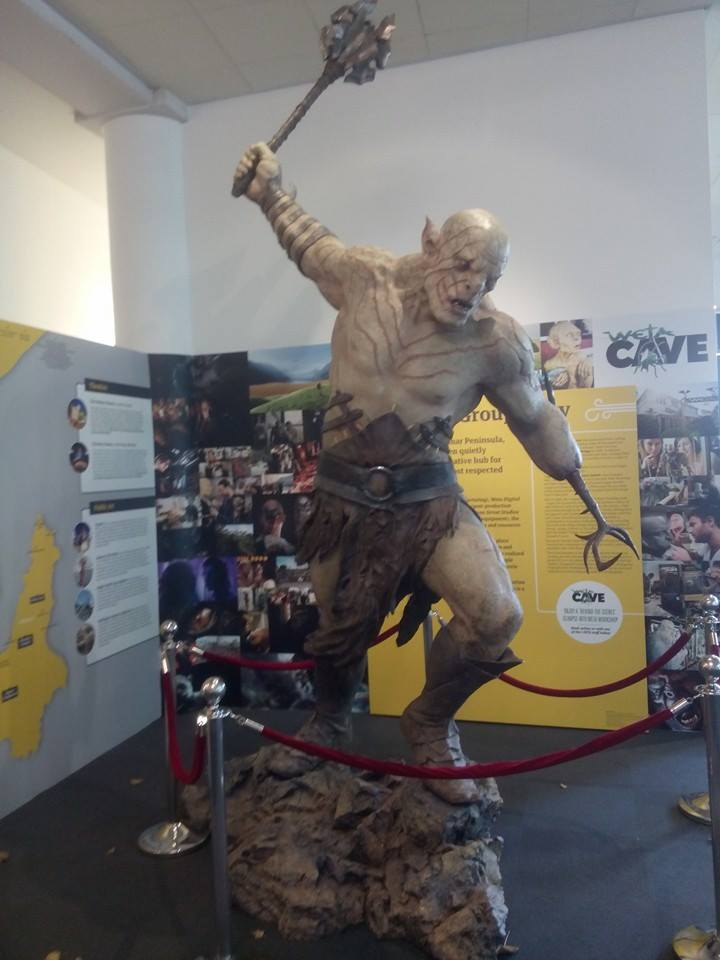
Skřet Azog s implantovanou protézou v levé ruce.